# Louis Marcoussis
Louis Marcoussis, původně Ludwik Kazimierz Wladyslaw Markus nebo Ludwig Casimir Ladislas Markus, (1878 nebo 1883, Lodž – 22. října 1941, Cusset) byl malíř a rytec polského původu, který žil v Paříži po většinu svého života a stal se francouzským občanem.

## Život
Po krátkém studiu práv ve Varšavě přešel na Akademii výtvarných umění v Krakově, kde mezi jeho učitele patřili Jan Stanislawski a Jozev Mehoffer. V roce 1903 odešel do Paříže a strávil krátkou dobu na soukromé umělecké škole „Académie Julian“ u Julese Lefebvra. Poprvé byl jeho obraz vystaven na výstavě Salonu d'Automne v roce 1905 a během příštího čtvrtstoletí byla jeho tvorba představena na mnoha dalších významných výstavách, zejména na Salonu des Indépendants a Salonu des Tuileries.
Kreslil karikatury pro satirické časopisy, jak byl zvyklý z Polska. V Paříži si musel vydělávat na živobytí a tak se podílel na i na kresbách či ilustracích jiných. V kavárnách na Montmartru a Montparnasse poznal Apollinaira, Braqua, Degase, Picassa a mnoho dalších umělců a spisovatelů. Byl to Apollinaire, kdo mu navrhl změnit si jméno Markus na francouzsky znějící jméno Marcoussis po obci nedaleko Paříže.
Impresionismus ovlivnil jeho rané obrazy, ale od roku 1911 byl součástí kubistického hnutí spolu s dalšími avantgardními malíři, jako jsou Picasso, Braque, Juan Gris a malíři skupiny Section d'Or. Vystavoval v mnoha evropských městech i v Americe. V roce 1925 měl svou první samostatnou výstavu v Paříži. Kromě malování zátiší a hudebních nástrojů v kubistickém stylu maloval také portréty, pohledy na Paříž a obrazy z bretaňského pobřeží.
V roce 1913 se oženil s Alicí Halickou, malířkou z Krakova. Jejich dcera Malène se narodila v roce 1922. Marcoussis sloužil v polské části francouzské cizinecké legie v letech 1914–1919. Stal se francouzským občanem a osobně i profesionálně zůstal v kontaktu s Polskem. Obecně nemluvil o svém židovském původu a jeho rodina konvertovala ke katolicismu, ale dnes je Marcoussis často označován jako židovský umělec.
Od roku 1930 se stejně jako jeho přítel Clément Serveau soustředil na grafiku a ilustraci, včetně práce inspirované Apollinaireovým dílem Alcool, také ho inspiroval Tristan Tzara jeho Indicateur des chemins de cœur (Indikátor cesty srdce) a Paul Éluard a jeho Lingères légères a Aurélia. V pozdních třicátých létech Marcoussis spolupracoval se španělským surrealistou Joanem Miró a učil jej techniku leptu. Vyučoval také na Académii Schlaefer.
Poté, co nacistické jednotky dorazily v roce 1940 do Paříže, se Marcoussis a Alice přestěhovali do Cussetu poblíž Vichy. Zemřel tam 22. října 1941.

## Galerie

Louis Marcoussis
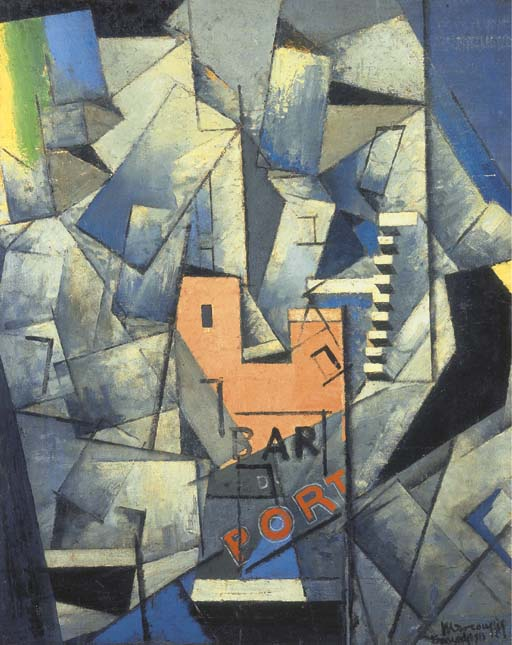
Přístavní bar. Podepsáno a datováno Marcoussisem, olej na plátně, 80,8 × 65 cm, rok 1913
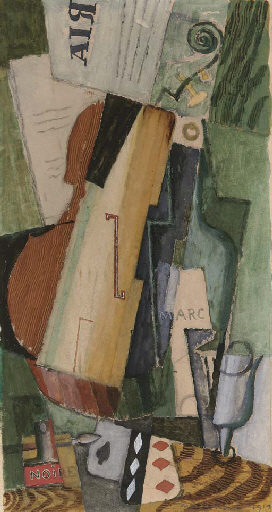
Housle, lahev a karty. Podepsáno a datováno Marcoussisem, 1919. Kvaš, akvarel, uhel na papíře, 45,8 × 24,5 cm, rok 1919
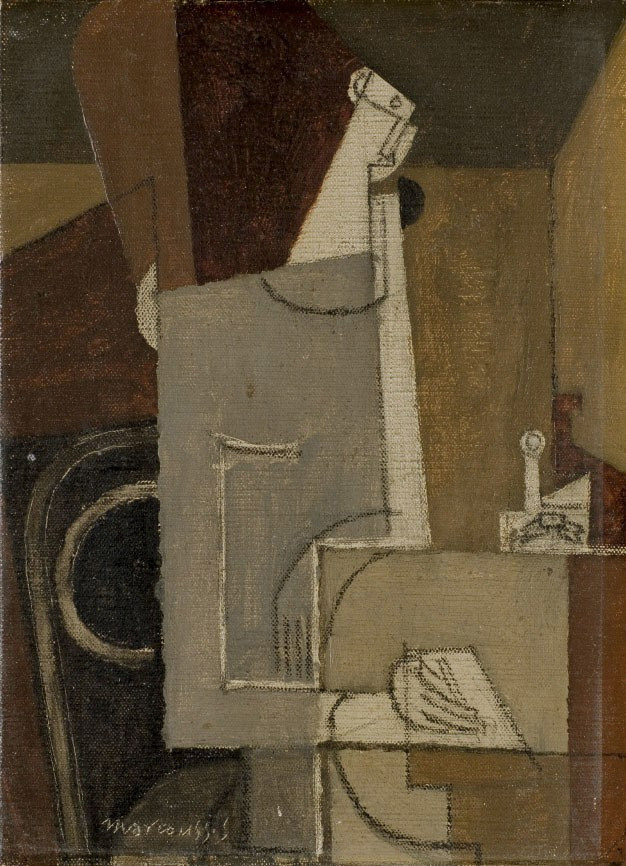
Psaní znaků. Podepsáno Marcoussisem, olej a uhel na plátně, 22 × 16,5 cm, kolem 1913
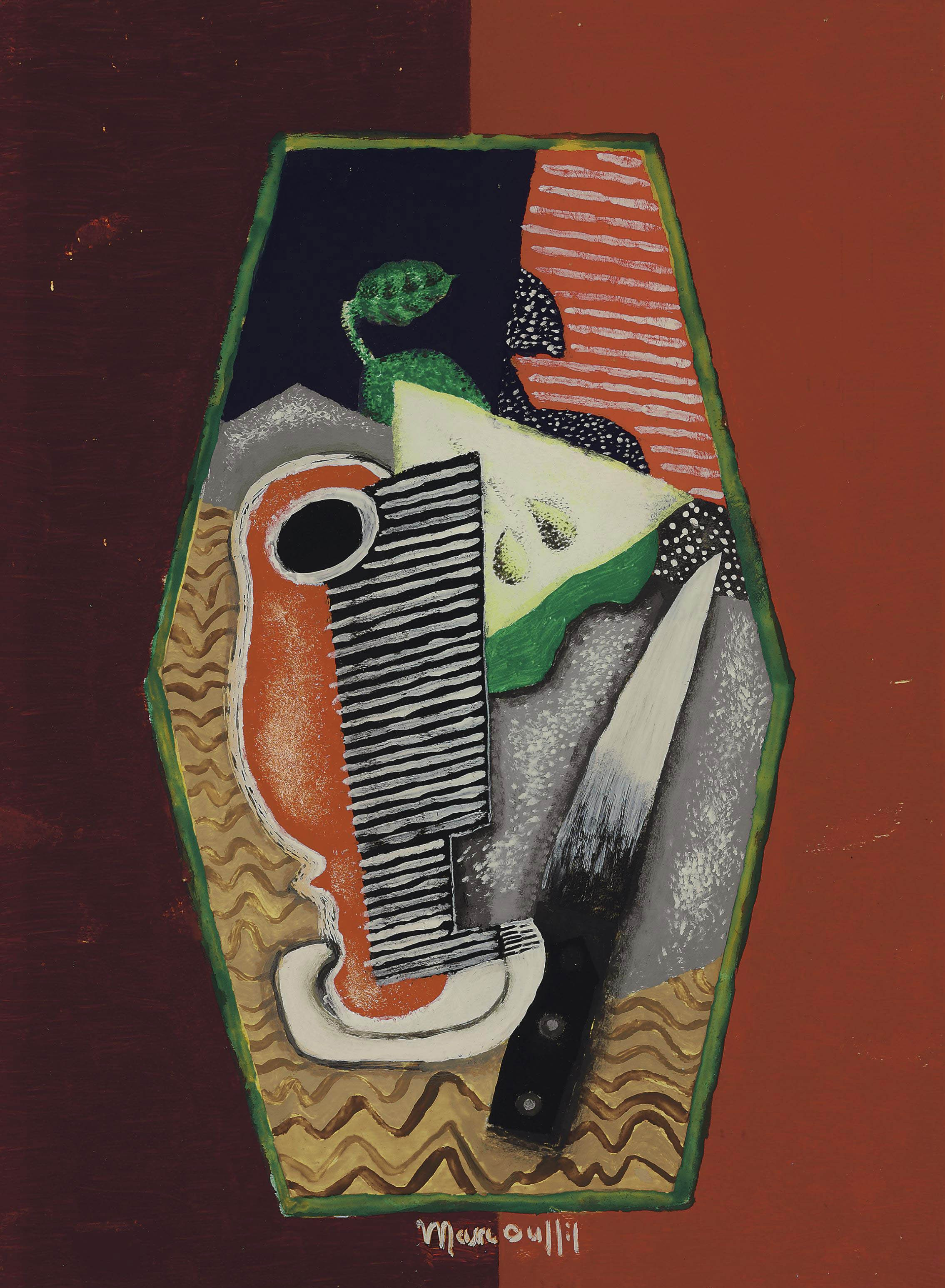
Zelená hruška a nůž. Podepsáno Marcoussisem, olej na skle, 36,2 × 26 cm, kolem 1941

## Vybrané výstavy
- 1905 Podzimní salon, Paříž
- 1906 Salon des Indépendants, Paříž
- 1920 Exposition de la Section d'Or, Paříž
- 1925 Galerie Le Pierre, Paříž
- 1928 Galerie Le Centaure, Brusel
- 1929 Galerie Georges Bernheim, Paříž
- 1929 Galerie Jeanne Bucher, Paříž
- 1933 Galerie Knoedler, New York
- 1934 Arts Club, Chicago
- 1936 Palais des Beaux-Arts, Brusel
- 1937 Palais des Beaux-Arts, Brusel
- 1939 London Gallery, Londýn
- 1949 Retrospektiva, Paříž
- 1950 Retrospektiva, Basilej
- 1951 Retrospektiva, Brusel